# Faulkbourne
Faulkbourne – wieś w Anglii, w hrabstwie Essex, w dystrykcie Braintree. Leży 13 km na północny wschód od miasta Chelmsford i 62 km na północny wschód od Londynu.